# Conostigmus nuchalis
Conostigmus nuchalis is een vliesvleugelig insect uit de familie van de Megaspilidae. De wetenschappelijke naam van de soort is voor het eerst geldig gepubliceerd in 1987 door Dessart & Cancemi.